# Organisation pour la coopération des chemins de fer
L'Organisation pour la coopération des chemins de fer, (OSJD ; en russe : Организация Сотрудничества Железных Дорог, ОСЖД ; en chinois : 铁路合作组织, 铁组), fondée en 1956 à Sofia, est une organisation internationale destinée à créer un espace commun favorisant le développement du trafic ferroviaire (marchandises et voyageurs), en particulier par la mise en place d'itinéraires internationaux, sa compétitivité et ses moyens scientifique et technique.
Elle comporte deux niveaux, ministériel et entre compagnies. Elle réunit à ce jour les pays suivants  : 
- Albanie,
- Azerbaidjan,
- Biélorussie,
- Bulgarie,
- Corée du Nord,
- Cuba,
- Estonie,
- Géorgie,
- Hongrie,
- Iran,
- Kazakhstan,
- Kyrgyzstan,
- Lettonie,
- Lituanie,
- Moldavie,
- Mongolie,
- Ouzbékistan,
- Pologne,
- Chine (RPC),
- République tchèque,
- Roumanie,
- Russie,
- Slovaquie,
- Tadjikistan,
- Turkmenistan,
- Ukraine,
- Vietnam.

Ainsi que les compagnies : 
- Deutsche Bahn (DB AG),
- Chemins de fer grecs (OSE),
- Société nationale des chemins de fer français (SNCF),
- VR-Yhtymä Oy (VR),
- Železnice Srbije (ŽS),
- Győr-Sopron-Ebenfurti Vasút (GySEV - ROeEE).